# Наяды
Ная́ды (др.-греч. Νηϊάδες, Ναΐδες, Ναϊάδες) — божества в греческой мифологии, дочери Зевса, были нимфами водных источников — рек, ручьёв и озёр. Наяды были покровительницами определённого водного объекта, его душой и воплощением. Наяды родственны другим водным нимфам — нереидам и океанидам.
Наяды часто сопровождали Зевса, а также Посейдона, Диониса, Аполлона, Афродиту, Деметру, Персефону.
Наяды считались долгоживущими, но не бессмертными, будучи связанными с реками, ручьями и озёрами, они умирали, если их водный объект пересыхал.
Изображались наяды в виде прекрасных обнажённых или полуобнажённых девушек с распущенными волосами, с головным убором из венков и цветов рядом со своими водными источниками.
Упомянуты в «Одиссее» (XIII 104).